# Basbussa
La basbussa (àrab egipci: بسبوسة, basbūsa; turc: revani) és un dolç típic de l'Orient Pròxim, preparat amb sèmola fina de blat, sucre i fruits secs i aromatitzat amb espècies o aiguanaf.

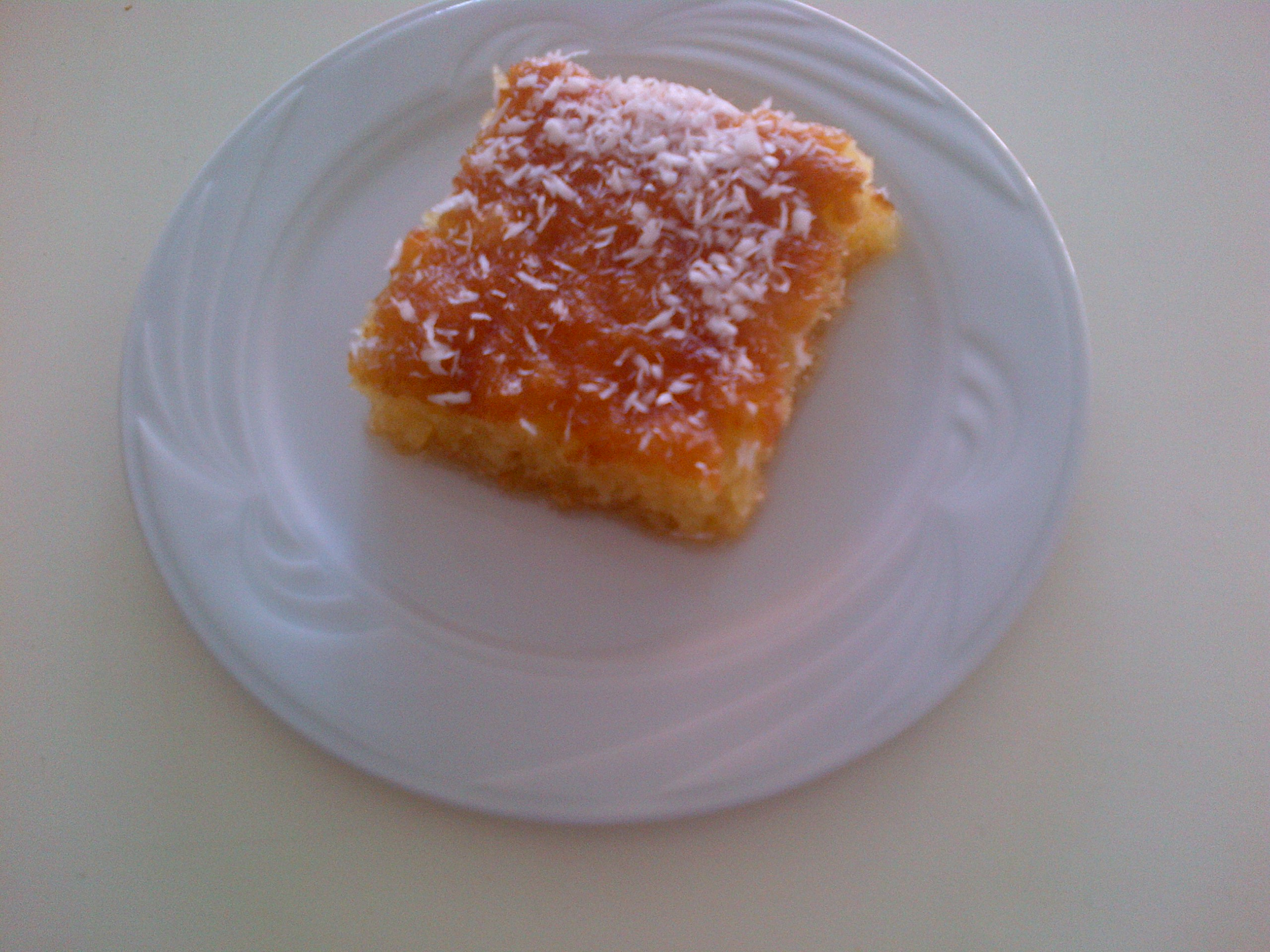
Revani de Turquia

Està present en les cuines del sud del Mediterrani i de l'Orient Mitjà amb diversos noms, i es pot preparar amb diferents fruits secs segons el país. A l'Egipte es prepara amb farina d'ametlles guarnida amb avellanes. Al Líban acostumen a afegir-hi festucs picats o molts. També hi ha qui li afegeix coco ratllat, pell de taronja confitada, etc. Aromatitzada amb canyella, clau i aiguanaf.